# Snydertown
Snydertown es un borough situado en el condado de Northumberland, Pensilvania, Estados Unidos. Tiene una población estimada, a mediados de 2024, de 316 habitantes.

## Geografía
La localidad está ubicada en las coordenadas 40°52′22″N 76°40′25″O / 40.87278, -76.67361 (40.872713, -76.673474).

## Demografía
Según la estimación 2019-2023 de la Oficina del Censo, los ingresos medios de los hogares de la localidad son de $62,292 y los ingresos medios de las familias son de $90,833. Alrededor del 1.4% de la población está por debajo de la línea de pobreza.